# Pieńczykowo
Pieńczykowo – wieś w Polsce położona w województwie podlaskim, w powiecie grajewskim, w gminie Rajgród.
W 1929 r. wieś należała do gminy Bełda. Majątek ziemski posiadała tu Helena Majewski (55 mórg), Jakub Niedźwiecki (84), Józef Niedźwecki (56), Julia Niedźwiecka (124).
W sierpniu i wrześniu 1944 Niemcy wysiedlili mieszkańców wsi. Budynki rozebrano lub spalono. W wyniku pacyfikacji śmierć poniosło 16 mieszkańców, rozstrzelanych lub zgładzonych w obozach.
W latach 1954–1959 wieś była siedzibą gromady Pieńczykowo, po jej zniesieniu w gromadzie Bełda. W latach 1975–1998 miejscowość administracyjnie należała do województwa łomżyńskiego.